# RhB Geaf 2/2
Die Geaf 2/2 ist eine zweiachsige bimodale elektrische Rangierlokomotive der Rhätischen Bahn (RhB) von Stadler Rail. Die sieben 2018 bestellten Lokomotiven mit den Betriebsnummern 20601 bis 20607 wurden 2020 in Betrieb genommen und an den Bahnhöfen Landquart, Untervaz-Trimmis, Chur, Ilanz, Thusis, Davos Platz und Zernez stationiert.
Um Rangierbewegungen auch abseits elektrifizierter Strecken durchführen zu können, verfügen die Lokomotiven über eine Lithium-Ionen-Traktionsbatterie. Bei Batteriebetrieb ist die Höchstgeschwindigkeit auf 40 km/h (Fahrleitung 80 km/h), die Leistung am Rad auf 200 kW (Fahrleitung 500 kW) beschränkt. Die Batterie kann über die Fahrleitung oder beim Bremsen mit Rekuperationsenergie aufgeladen werden.